# Travers (Alberta)
Pour les articles homonymes, voir Travers.
Travers est un hameau (hamlet) du Comté de Vulcan, situé dans la province canadienne d'Alberta.